# Jules Aimé Bréart
Pour les articles homonymes, voir Bréart.
Jules Aimé Bréart, né le 4 février 1826 à Grenoble (Isère) et mort le 13 février 1913 à La Roche-Vineuse (Saône-et-Loire), est un général français.
C'est lui qui, le 12 mai 1881, fait signer au bey de Tunis, Sadok Bey, le traité du Bardo instaurant le protectorat français de Tunisie.

## Biographie

### Carrière militaire
Après des études à Saint-Cyr puis nommé sous-lieutenant en 1845, il est promu lieutenant en 1848 puis capitaine en 1853.
En 1856, ll est envoyé en Algérie pour prendre part à l'expédition de Kabylie d'où il revient en 1857. En 1859, il participe à la campagne d'Italie où il est décoré de la Légion d'honneur pour ses faits d’armes lors de la bataille de Solférino.
Par la suite, il fait la campagne du Mexique où il est nommé en 1863 à la tête d’un bataillon de chasseurs avant d’être promu lieutenant-colonel en 1864 puis colonel en 1870.
La suite de sa carrière le ramène à ses débuts puisqu'il est nommé commandant en second de Saint-Cyr.
Nommé général de brigade en 1875, il commande la place de Lyon à partir de 1878.

### Signature du traité du Bardo
C'est là qu'il reçoit l'ordre de prendre le commandement des troupes françaises qui ont débarqué à Bizerte, en Tunisie, le 1er mai 1881. Arrivé de Toulon le 2 mai, il quitte Bizerte pour Tunis à la tête d'une colonne de 6 000 hommes. Le 12 mai à 16 heures, escorté par deux escadrons de hussards, Bréart se présente devant le palais du bey accompagné de tout son état-major et de la plupart des officiers supérieurs de la colonne. Des soldats tunisiens leur rendent les honneurs ; on les introduit dans le salon où le bey l'attend entouré de ses ministres. À 19 heures, le traité est signé par le bey, le grand vizir Mustapha Ben Ismaïl, Bréart et Théodore Roustan, le consul de France à Tunis.
Le 14 mai, le général Bréart est de retour au palais pour annoncer au bey que le gouvernement français a accepté de ne pas occuper Tunis. En guise de reconnaissance, l'officier français est décoré par le souverain du grand cordon du Nichan Iftikhar.

### Fin de carrière
De retour en France, il est nommé général de division le 18 juin 1882 et prend la tête du 13e corps d'armée puis du 17e corps d'armée en 1887. Il passe finalement aux cadres de réserve en février 1891. Il meurt le 13 février 1913 à La Roche-Vineuse (Saône-et-Loire).

## Distinctions
- Commandeur de la Légion d'honneur, le 24 juin 1871 ;
- Grand cordon (grand-croix) du Nichan Iftikhar, le 14 mai 1881 ;
- Grand-officier de la Légion d'honneur, le 9 juillet 1887 ;
- Grand-croix de la Légion d'honneur, le 30 décembre 1890.

Un collège ainsi qu'une école maternelle de la ville de Mâcon (Saône-et-Loire) portent son nom.

## Iconographie
- Simon Alexandre Mazeran, Portrait du général Bréart, 1891, huile sur toile ; coll. musée de Grenoble (inv. MG 1704).